# Liste der denkmalgeschützten Objekte in Karlstein an der Thaya
Die Liste der denkmalgeschützten Objekte in Karlstein an der Thaya enthält die 10 denkmalgeschützten, unbeweglichen Objekte der Gemeinde Karlstein an der Thaya.

## Denkmäler
| Foto |                 | Denkmal                                                                                  | Standort                                                                   | Beschreibung | Metadaten |
| ---- | --------------- | ---------------------------------------------------------------------------------------- | -------------------------------------------------------------------------- | --- | --- |
| ja   | Datei hochladen | Glockenturm HERIS-ID: 14192 Objekt-ID: 10420 marterl.at: 10440                           | gegenüber Hohenwarth 13 Standort KG: Hohenwarth                            | Am Glockenturm in Hohenwarth befindet sich eine Gedenkstätte für die Gefallenen der beiden Weltkriege. | BDA-Hist.: Q37739403 Status: § 2a Stand der BDA-Liste: 2025-06-30 Name: Glockenturm GstNr.: 55                                                              |
| ja   | Datei hochladen | Schloss/Burg Karlstein HERIS-ID: 14194 Objekt-ID: 10422                                  | Schloßweg 4 Standort KG: Karlstein                                         | Burg Karlstein ist eine Spornburg, die auf einem steil abfallenden Bergrücken im Süden hoch über dem Ort liegt. Gegen die Bergseite ist sie durch einen doppelten Halsgraben getrennt und im Südwesten durch eine Böschungsmauer gegen das ansteigende Plateau gesichert. Westlich vorgelagert liegen ein Meierhof und Wirtschaftsgebäude. | BDA-Hist.: Q1439221 Status: Bescheid Stand der BDA-Liste: 2025-06-30 Name: Schloss/Burg Karlstein GstNr.: 218 Schloss Karlstein                             |
| ja   | Datei hochladen | Figurenbildstock hl. Johann Nepomuk HERIS-ID: 14197 Objekt-ID: 10425 marterl.at: 10449   | Standort KG: Karlstein                                                     | An der Thayabrücke steht eine teilweise erneuerte Johannes-Nepomuk-Statue des 18. Jahrhunderts. | BDA-Hist.: Q37739987 Status: § 2a Stand der BDA-Liste: 2025-06-30 Name: Figurenbildstock hl. Johann Nepomuk GstNr.: 734                                     |
| ja   | Datei hochladen | Pfarrhof HERIS-ID: 14200 Objekt-ID: 10428                                                | Münchreith an der Thaya 29 Standort KG: Münichreith an der Thaya           | Der Pfarrhof südlich der Kirche ist ein zweigeschoßiger, späthistoristischer Bau. | BDA-Hist.: Q37740127 Status: § 2a Stand der BDA-Liste: 2025-06-30 Name: Pfarrhof GstNr.: 3/2                                                                |
| ja   | Datei hochladen | Kath. Pfarrkirche hl. Bartholomäus HERIS-ID: 14198 Objekt-ID: 10426                      | gegenüber Münchreith an der Thaya 29 Standort KG: Münichreith an der Thaya | Die von einem Friedhof mit ehemaligem Karner umgebene, erhöht im Westen von Münichreith auf einer Geländestufe gelegene Pfarrkirche hl. Bartholomäus ist eine im Kern gotische, 1781/1784 barockisierte Saalkirche mit barockem Westturm. Der schlichte vorgestellte Westturm ist mit 1701 bezeichnet und von rundbogigen Schallfenstern, Uhrengiebeln und einem Zwiebelhelm bekrönt. Das schlichte Langhaus hat vom gotischen Kern beidseitig am Ostende je ein niedrig gelegenes Lanzettfenster des 14. Jahrhunderts, von der Barockisierung Rundbogenfenster in Stein, ein südlich gelegenes Rechteckportal mit spätbarock gedoppelter Holztür und nordseitig barocke Strebepfeiler. Der wenig eingezogene, gotische Chor des 14./15. Jahrhunderts hat einen Fünfachtelschluss, abgetreppte Strebepfeiler und Spitzbogenfenster, davon eines im Scheitel zweibahnig mit Maßwerk und die seitlichen in der zweiten Hälfte des 19. Jahrhunderts mit Putzprofilierung erneuert. Im Süden erhebt sich ein zweigeschoßiger Erweiterungsbau mit abgerundeten Ecken aus dem Jahr 1784 und im Norden eine Sakristei aus der zweiten Hälfte des 19. Jahrhunderts. | BDA-Hist.: Q37740003 Status: § 2a Stand der BDA-Liste: 2025-06-30 Name: Kath. Pfarrkirche hl. Bartholomäus GstNr.: 1/1 Pfarrkirche Münichreith an der Thaya |
| ja   | Datei hochladen | Ehem. Karner, ehem. Annakapelle HERIS-ID: 14199 Objekt-ID: 10427 marterl.at: 10494       | Münchreith an der Thaya 30 Standort KG: Münichreith an der Thaya           | Die ehemalige Annakapelle war ursprünglich ein Karner. Sie wurde 1786 profaniert und in ein zweigeschoßiges Wohnhaus unterteilt. Der hohe, gotische, dreiseitig geschlossene Bau aus verputztem Bruchsteinmauerwerk verfügt über ein tonnengewölbtes Gruftuntergeschoß. Am Polygon sind Ansätze der ehemaligen Strebepfeiler und Spuren der wohl barock ausgerundeten Fenstergewände zu sehen. Das Gebäude ist durch ein Ziegelwalmdach gedeckt. In der Friedhofsmauer sind Fragmente von gotischen Langhaus eingelassen. Dabei handelt es sich um Achtseitstützen mit Rippenanläufen, Rundstäbe von Wandvorlagen, ein Schlussstein aus der zweiten Hälfte dem 14./15. Jahrhundert, Rippenanläufe von der Orgelempore sowie das Fragment eines Tabernakelhäuschens aus der Zeit um 1500. | BDA-Hist.: Q37740096 Status: § 2a Stand der BDA-Liste: 2025-06-30 Name: Ehem. Karner, ehem. Annakapelle GstNr.: 2/2                                         |
| ja   | Datei hochladen | Figurenbildstock hl. Johannes Nepomuk HERIS-ID: 14201 Objekt-ID: 10429 marterl.at: 10483 | Thures 26, in der Nähe Standort KG: Münichreith an der Thaya               | Auf der Brücke über die Deutsche Thaya nordöstlich von Münichreith steht eine in hochbarockem Stil ausgeführte Statue des hl. Johannes Nepomuk. Als Postament dient ein Brückenpfeiler, auf dem eine Kupfertafel mit einer Inschrift angebracht ist: „St. Johannes von Nepomuk. Original in Budweis. Kopie Vladimir Krninsky. 1991“. | BDA-Hist.: Q37740267 Status: § 2a Stand der BDA-Liste: 2025-06-30 Name: Figurenbildstock hl. Johannes Nepomuk GstNr.: 1032                                  |
| ja   | Datei hochladen | Kath. Pfarrkirche hl. Vitus HERIS-ID: 14202 Objekt-ID: 10430                             | neben Obergrünbach 44 Standort KG: Obergrünbach                            | Die von einer Mauer und einem ehemaligen Pfarrhof im Osten umgebene, erhöht im Nordwesten des Ortes gelegene Pfarrkirche hl. Vitus ist eine ursprünglich gotische Kirche. Das Aussehen des dreischiffigen Hallenbaus ist beinahe zur Gänze vom Umbau des Jahres 1868 bestimmt. Die schlichte Fassade ist durch ein Schulterbogenportal und Kreisfenster geöffnet. An den wohl erst 1868 angefügten Seitenschiffen sind Spitzbogenfenster und im Süden ein Spitzbogenportal mit Maßwerktympanon zu sehen. Ostwärts wird die Anlage durch ältere, zweigeschoßige Choranbauten des Jahres 1783 (?) fortgesetzt. Diese sind durch neugotische Schulterbogenportale zugänglich. Dazwischen ragt der Fünfachtelschluss des Chores mit zweifach abgetreppten, wohl neugotischen Strebepfeilern und Spitzbogenfenstern vor. Der Bau ist durch ein durchgehendes Ziegelsatteldach gedeckt. Im Süden erhebt sich der Turm mit gekuppelten Spitzbogenmaßwerkfenstern und Pyramidenhelm. | BDA-Hist.: Q37740857 Status: § 2a Stand der BDA-Liste: 2025-06-30 Name: Kath. Pfarrkirche hl. Vitus GstNr.: 137/1 Pfarrkirche Obergrünbach                  |
| ja   | Datei hochladen | Friedhofsportal mit Figurenbekrönung HERIS-ID: 29019 Objekt-ID: 25639                    | bei Obergrünbach 44 Standort KG: Obergrünbach                              | Auf den Torpfeilern der Umfriedungsmauer stehen barocke Steinfiguren der hll. Vitus und Sebastian aus dem Jahr 1745. | BDA-Hist.: Q37923084 Status: § 2a Stand der BDA-Liste: 2025-06-30 Name: Friedhofsportal mit Figurenbekrönung GstNr.: 137/1                                  |
| ja   | Datei hochladen | Bauernhaus HERIS-ID: 14203 Objekt-ID: 10431                                              | Obergrünbach 53 Standort KG: Obergrünbach                                  | Das Bauernhaus in Obergrünbach 53 hat eine barockisierend geschwungene Rundgiebelfassade. | BDA-Hist.: Q37741010 Status: Bescheid Stand der BDA-Liste: 2025-06-30 Name: Bauernhaus GstNr.: 88/1                                                         |